# Cornelia Fort

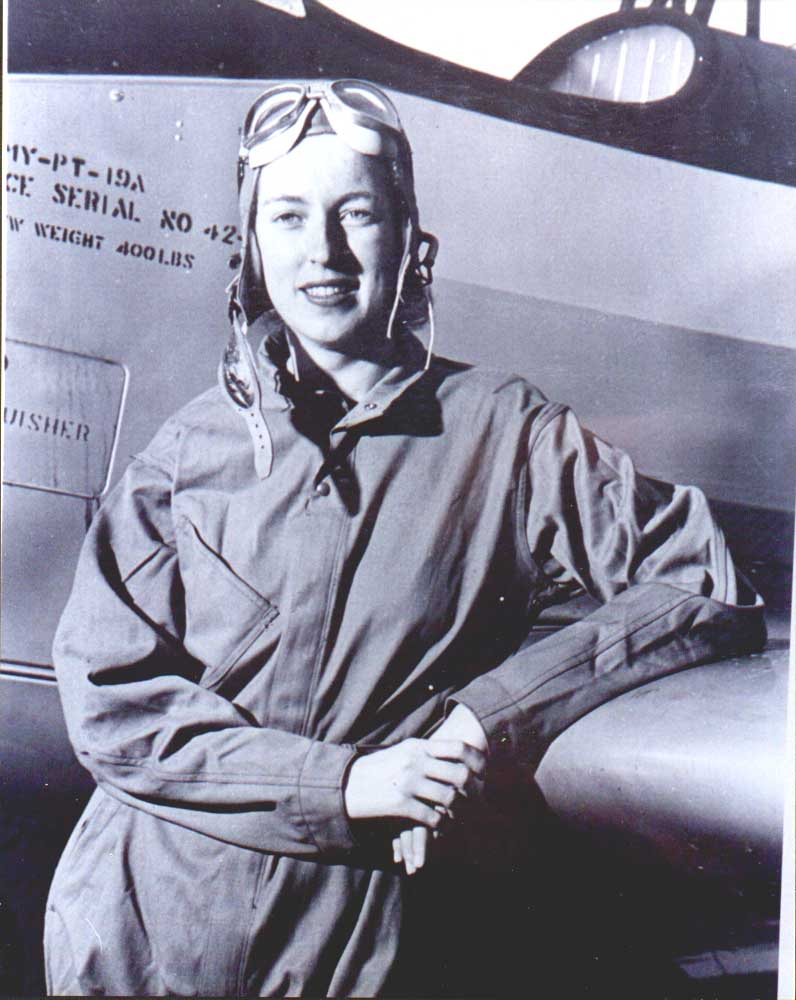
Cornelia Fort (1940)

Cornelia Clark Fort (* 5. Februar 1919 in Nashville; † 21. März 1943 in Mulberry Canyon) war eine US-amerikanische Pilotin.

## Werdegang
Fort entstammte einer wohlhabenden und bekannten Familie aus Nashville. Der Vater Rufus Elijah Fort war der Begründer der „National Lebens- und Unfallversicherung“. Fort absolvierte die „Ward-Belmont Schule“ im Jahre 1936 und graduierte 1939 am Sarah Lawrence College. Danach schloss sie sich der Wohltätigkeitsorganisation „Junior League of Nashville“ an. Sie zeigte sich schon früh an der Fliegerei interessiert und erwarb im Jahre 1940 eine Privatpilotenlizenz.
Danach avancierte sie zur Ausbilderin von  Flugschülern auf Hawaii. Am 7. Dezember 1941 wurde sie ungewollt Zeugin des Angriffs der Kaiserlich Japanischen Marineluftstreitkräfte auf Pearl Harbor. Mit knapper Not konnte sie sich der Attacke der Feindflugzeuge entziehen und in einer waghalsigen Aktion ihr Flugzeug auf dem John-Rodger-Zivilflughafen landen.
Nach diesem Vorfall ließ sie sich vom Women Airforce Service Pilots, einer Organisation, deren Hauptaufgabe es war, unter der Leitung der US-Luftwaffe Militärflugzeuge aus den USA nach Großbritannien zu überführen, anwerben. Dort starb sie während eines Übungsfluges mit einer BT-13. Sie geriet in eine verhängnisvolle Luftkollision mit einem anderen Flugzeug und stürzte in Ausübung ihres Dienstes für die US-Luftwaffe am 21. März 1943 in der Nähe von Merkel in Texas ab. Sie war sofort tot.

## Ehrungen
- Cornelia Fort Airpark, Nashville
- Im Film „Tora! Tora! Tora!“ (1970) wird sie gespielt von Jeff Donnell